# 吴巨培
吴巨培（1975年11月—），湖南省涟源市人，湘潭大学毕业，中华人民共和国政治人物。

## 生平
1975年11月，吴巨培出生在湖南省涟源市湄江鎮朱岩村，早年在涟源市就学，高中就读于涟源一中高中部242班，1993年，他考入湘潭大学人文学院历史学专业。期间，他于1996年5月加入中国共产党。
1997年大学毕业后分配至长沙市岳麓区望月湖街道办事处工作，2000年5月调入中共岳麓区委办公室工作。2005年3月，吴巨培出任中共湖南省委巡视工作办公室主任科员。
2008年10月，吴巨培下放到新田县出任县委副书记。翌年12月转任中共祁阳县委副书记。2010年1月升任代县长，6月正式出任县长。
2012年3月，吴巨培转任中共双牌县委书记，同年9月升任湖南省公安厅副厅长、党委委员。
2018年12月，吴巨培出任中共株洲市委常委、市纪委书记、市监察委主任。
2019年8月，吴巨培回到长沙市，出任中共湖南省委办公厅副主任、省第九批援藏工作队总领队、西藏自治区山南市委副书记。
2021年5月，吴巨培来到郴州市，出任市委副书记、市人民政府党组书记、代市长，2022年1月正式兼任市委书记。3月升为市委书记。